# Озерний сільський округ (Жамбильський район)
Озе́рний сільський округ (каз. Озерное ауылдық округі, рос. Озерный сельский округ) — адміністративна одиниця у складі Жамбильського району Північноказахстанської області Казахстану. Адміністративний центр — село Озерне.
Населення — 649 осіб (2021; 1167 у 2009, 1627 у 1999, 2280 у 1989).
Станом на 1989 рік існувала Озерна сільська рада (села Акбалик, Бауманське, Каракамис, Озерне) колишнього Джамбульського району. 2018 року було ліквідовано село Акбалик.

## Склад
До складу округу входять такі населені пункти:
| Населений пункт  | Старі назви | Населення, осіб (1989) | Населення, осіб (1999) | Населення, осіб (2009) | Населення, осіб (2021) |
| ---------------- | ----------- | ---------------------- | ---------------------- | ---------------------- | ---------------------- |
| Акбалик, село    | -           | 335                    | 257                    | 111                    | -                      |
| Бауманське, село | -           | 261                    | 319                    | 291                    | 160                    |
| Каракамис, село  | -           | 346                    | 226                    | 162                    | 59                     |
| Озерне, село     | -           | 1338                   | 825                    | 603                    | 430                    |